# Eriosema kankolo
Eriosema kankolo är en ärtväxtart som beskrevs av Lucien Leon Hauman. Eriosema kankolo ingår i släktet Eriosema och familjen ärtväxter.

## Underarter
Arten delas in i följande underarter:
- E. k. kankolo
- E. k. lanceolatum